# Équipe des Comores des moins de 20 ans de football
Maillots
L'équipe des Comores de football des moins de 20 ans est une sélection de footballeurs comoriens de moins de 20 ans de football nationale des Comores sous l'égide de la Fédération des Comores de football. 
La sélection comorienne ne s'est jamais qualifiée pour une phase finale de la Coupe du monde de football des moins de 20 ans ou de la Coupe d'Afrique des nations des moins de 20 ans.

## Histoire
L'équipe des Comores des moins de 20 ans est éliminée en phase de groupes de la Coupe COSAFA des moins de 20 ans 2013 au Lesotho, terminant troisième du groupe A composé du Kenya, du Lesotho et de Maurice. Lors de la Coupe COSAFA des moins de 20 ans 2016 à Rustenburg, les Comoriens terminent deuxième du groupe D composé de seulement trois équipes (les Comores, le Mozambique et la République démocratique du Congo) ; cela ne suffit pas pour se qualifier pour le tour suivant. Lors de l'édition 2019 à Lusaka, la sélection comorienne perd ses trois matchs contre la Zambie, le Botswana et le Malawi, terminant dernière du groupe A.
En décembre 2020, les Cœlacanthes participent à la Coupe COSAFA des moins de 20 ans 2021 à Port Elizabeth, comptant pour les éliminatoires de la coupe d'Afrique des nations de football des moins de 20 ans 2021, avec une majorité d'expatriés. Les Comoriens perdent leurs trois matchs, contre les Zambiens, les Namibiens et les Malawites, terminant à la dernière place du groupe B.
Les Comoriens participent ensuite au Championnat arabe de football des moins de 20 ans 2021 au Caire. Ils terminent deuxième de leur groupe C, battant l'Irak (4-3), perdant contre le Sénégal (1-5) et gagnant leur dernier match contre le Liban (3-1). Ils s'inclinent en quarts de finale contre la Tunisie sur le score de 1-0.
Ils participent à leur première phase de qualification de la Coupe d'Afrique des nations de football des moins de 20 ans après plusieurs décennies de la première compétition, ils échouent logiquement en phase de groupe des Éliminatoires de la coupe d'Afrique des nations des moins de 20 ans 2021 de la zones Cosafa 2021
En 2022 après avoir échoué au championnat COSAFA des moins de 20 ans 2022 synonyme d'éliminatoires de la Coupe d'Afrique des nations de football des moins de 20 ans 2023, ils participent au Tournoi de Toulon 2022 terminant 7e après une défaite face au Panama (4-1).
Les Comoriens participent au championnat COSAFA des moins de 20 ans 2024 synonyme d'Éliminatoires de la coupe d'Afrique des nations des moins de 20 ans 2025 ; la sélection est éliminée en phase de poules.

## Parcours en Coupe du monde des moins de 20 ans
L’équipe des Comores  n’a jamais participé a une Coupe du monde de football des moins de 20 ans.

## Parcours en Coupe d'Afrique des nations des moins de 20 ans
Non participant de 1979 jusqu'à les compétitions précédentes:
- 2021 : Phases de groupe zones cosafa
- 2023 : Phases de groupe zones cosafa
- 2025 : Phases de groupe zones cosafa